# Terminal de Nuevo Circo
El Terminal de Nuevo Circo fue el principal terminal de pasajeros terrestre de la ciudad de Caracas, el cual funcionó hasta el año 1998. Estaba ubicado al frente del Nuevo Circo de Caracas, de ahí su nombre.
Actualmente sólo está operativo el anexo oeste, del cual parten rutas de transporte público hacia las ciudades dormitorio o ciudades satélite (Guarenas, Guatire, La Guaira, El Junquito y Valles del Tuy).

## Historia
Se construyó en los años 70 en una zona céntrica de Caracas. De aquí partían todas las rutas de transporte colectivo extraurbanas (hacia el centro, oriente y occidente del país).
En 1993, al inaugurarse el Terminal de Oriente, fueron desplazadas hacia dicho terminal todas las rutas extraurbanas dirigidas hacia las ciudades de Puerto La Cruz, Cumaná, Maturín, Guayana, etc.; quedando este terminal sólo para las rutas del centro y occidente del país.
En el año 1998 se inaugura el Terminal de La Bandera para las rutas antes mencionadas, lo cual marcó el final de este terminal de pasajeros, siendo demolido ese mismo año.